# Virgiliu Pâslariuc
Virgiliu Pâslariuc (n. 27 iulie 1969) este un istoric din Republica Moldova, doctor în științe istorice, deputat în legislaturile 2019-2021 și 2021-2025 ale Parlamentului Republicii Moldova, reprezentant al Partidului Acțiune și Solidaritate (PAS).

## Biografie
A obținut titlul de doctor în științe istorice la Universitatea „Alexandru Ioan Cuza” din Iași. Din 1996 este conferențiar universitar la Facultatea de Istorie și Filosofie a Universității de Stat din Moldova.

### Activitate politică
A devenit membru al Partidului Acțiune și Solidaritate în 2016.
A candidat cu numărul 23 pe lista Blocului electoral „ACUM Platforma DA și PAS” (din partea PAS) la alegerile parlamentare din 2019, dar nu a acces imediat în parlament. A obținut fotoliul de deputat în calitate de candidat supleant mai târziu în același an, la 27 decembrie.
La alegerile parlamentare din 2021 a candidat cu numărul 16 pe lista PAS și a continuat să activeze ca deputat.